# Þórir Atlason
Þórir graut Atlason (Thorir, n. 870) fue un vikingo de Noruega que emigró a Islandia y fundó un asentamiento en Hof í Vopnafirði, Norður-Múlasýsla. Es un personaje de la saga de Njál, y saga     Vápnfirðinga. Era hijo de Atli Þórisson (n. 849) de Verdal, un personaje de la saga Þorskfirðinga. se casó con Ásvör Brynjólfsdóttir (n. 872), hija de Brynjólfur Þorgeirsson, y de esa relación nacieron Ásvör Þórisdóttir (n. 895) y Einar Þórisson (n. 898).